# بروز جبهي أنفي

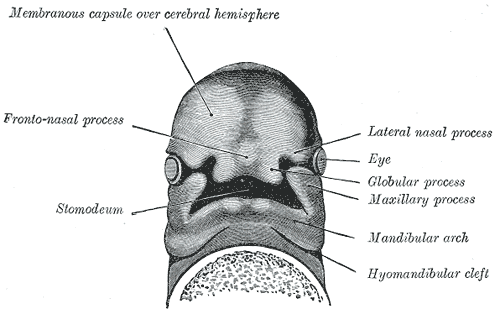

تظهر منطقتان من الأديم الظاهري السميك، والأجزاء الشمية، في الحال تحت الدماغ الأمامي في الجدار الأمامي للثغيرة أثناء الأسبوع الثالث من تخلق الجنين، حيث تكون إحداهما على جانبي المنطقة التي اصطلح على تسميتها بـالبروز الجبهي الأنفي (أو الناتئ).
تتحول هذه المناطق إلى حفر يُطلق عليها الوهاد الشمية عن طريق نشوء الأجزاء المحيطة، والتي تبعد عن البروز الجبهي الأنفي وتقسمها إلى نتوءات أنفية وسطية ونتوءين جانبيين.
وهناك بعض الأدلة على أن النمو يشمل القنفذ سونيك وعامل نمو الخلايا الليفية 8.

## وصلات خارجية
- Flash animation at indiana.edu
- ent/30 في موقع إي ميديسين